# Lioness: Hidden Treasures
A Lioness: Hidden Treasures Amy Winehouse angol énekesnő-dalszerző posztumusz válogatásalbuma, amely 2011. december 2-án jelent meg az Island Records gondozásában. Ez Winehouse harmadik albuma, melyen Mark Ronson, Salaam Remi és Winehouse családja által összeválogatott kiadatlan dalok, feldolgozások és demók szerepelnek, köztük az első kislemez, a Tony Bennett-tel közös Body and Soul. Az album az Amy Winehouse Alapítvány támogatására jelent meg. Az Our Day Will Come az album második és egyben utolsó kislemezeként jelent meg, ami Winehouse első szóló kislemeze volt 2007 óta.

## Háttér
A Lioness: Hidden Treasures megjelenését 2011. október 31-én jelentették be Winehouse hivatalos weboldalán keresztül. Ted Cockle, az Island Records társelnöke hangsúlyozta, hogy a Lioness semmiképpen sem Winehouse Back to Black (2006) című albumának tervezett folytatása. Valójában csak két, a tervezett folytatásra szánt dal készült el a halála előtt. Az album Winehouse 2003-ban megjelent Frank című debütáló stúdióalbumának megjelenése előtti felvételekből áll össze, egészen a 2011-ben készült zenékig.
Salaam Remi és Mark Ronson producerek a Winehouse család beleegyezésével állították össze az albumot. Együtt dolgoztak Winehouse több ezer órányi vokáljának végighallgatásán. Remi az NME-nek elmondta, hogy az album nem fog „Tupac-szituációhoz” vezetni, utalva Tupac Shakurra, akinek a nevében 1996-ban bekövetkezett halála óta hét posztumusz stúdióalbum jelent meg. Elmondta: „Sokan az egyéb balhékon keresztül, amelyek személyesen vele történtek, nem értették meg, hogy a csúcson volt abban, amit csinált. Az, hogy Miamiba jött, az volt a menekülése mindezek elől, és az írás folyamata dokumentálhatta az életét, akár a fájdalom, akár a magány, akár a humor megörökítése volt az. Semmi értelme, hogy ezek a dalok egy merevlemezen üljenek, és elsorvadjanak.”
A Lioness: Hidden Treasures albumáról két számot a BBC Radio 1 és a BBC Radio 1Xtra 2011. november 3-án exkluzívan játszott le. A Chris Moyles Show a Our Day Will Come című dal első lejátszását sugározta, míg DJ Twin B a Like Smoke című dal világpremierjét, amelyben Nas is közreműködik. Az album borítóját Bryan Adams kanadai rockénekes-dalszerző készítette 2007-ben.

## Kislemezek
A Body and Soul, Winehouse utolsó stúdiófelvétele, amely egy Tony Bennett-tel közös duett, 2011. szeptember 14-én jelent meg kislemezként, Winehouse 28. születésnapja alkalmából. A dal a Lioness: Hidden Treasures és Tony Bennett Duets II című albumának első kislemezeként jelent meg. A kislemez kiadásából származó bevételt az Amy Winehouse Alapítványnak adományozták. Az Our Day Will Come az album második kislemezeként jelent meg. A dal 2011. november 2-án került fel a BBC Radio 1 lejátszási listájára. A november 5-én kezdődő héten a BBC Radio 2 „A hét felvétele” címet is elnyerte.

## A kritikusok értékelései
A Lioness: Hidden Treasures általában vegyes vagy pozitív kritikákat kapott a zenekritikusoktól. A Metacriticen, amely 100-as skálán értékeli a mainstream kiadványokat, az album 28 kritika alapján átlagosan 65 pontot kapott. A Q „csodálatra méltó emlékműnek nevezte, ha gyakran meg is tompítja tragikus katalizátorának visszhangja”. Jon Pareles a The New York Times-tól azt írta, hogy az album „mindent kihoz az archívumokból, amit csak tud”, és úgy találta, hogy „csak a morzsái annak, ami lehetett volna”. Andrew Ryce a Pitchforktól azt írta a kritikájában: „A Lioness: Hidden Treasures lemezen kevés olyan van, ami eldobhatónak hangzik, vagy olyan, mintha soha nem kellett volna kiadni; de ugyanilyen kevés olyan is van, ami abszolút nélkülözhetetlennek tűnik.” Az AllMusic szerkesztője, John Bush úgy érezte, hogy „csak a dalszerzés és a borítók vagy 'eredeti verziók' túlsúlya árulja el, hogy ez egy posztumusz gyűjtemény”, és Salaam Reminek és Mark Ronsonnak tulajdonította, hogy az album „feltűnően egységes”.

## Kereskedelmi teljesítmény
A Lioness: Hidden Treasures az első héten 194 966 eladott példánnyal az első helyen debütált a brit albumlistán, ami Winehouse karrierjének legnagyobb első heti eladását jelentette, és egyben a negyedik leggyorsabban fogyó album volt 2011-ben. 2020. június 26-án a Brit Hanglemezgyártók Szövetségétől (BPI) háromszoros platina minősítést kapott, ami az Egyesült Királyságban 900 000 példányt meghaladó eladást jelent. Az album az ötödik helyen debütált az amerikai Billboard 200-as listán, az első héten 114 000 darabos eladással, ami Winehouse legsikeresebben debütáló albumává tette az Egyesült Államokban. 2012 júliusáig 423 000 példányban kelt el az országban.
Az album Ausztriában, Görögországban, Hollandiában, Portugáliában és Svájcban a slágerlisták élére került, míg Kanadában, Új-Zélandon és számos európai országban, köztük Belgiumban, Dániában, Franciaországban, Németországban, Írországban, Olaszországban, Spanyolországban és Svédországban az első ötbe. A Lioness: Hidden Treasures 2011 végére világszerte 2,4 millió példányban kelt el, ezzel a 2011-es év tizenegyedik legkelendőbb albuma, és egyben a negyedik legkelendőbb brit előadó albumává vált. Az International Federation of the Phonographic Industry (IFPI) 2011 végén platina minősítést adott az albumnak, ami az egymillió példányt meghaladó európai eladásokat jelenti.

## Az albumon szereplő dalok listája
| 1.    | Our Day Will Come                       | Mort Garson Bob Hilliard                                             | Salaam Remi             | 2:49 |
| 2.    | Between the Cheats                      | Amy Winehouse Remi                                                   | Remi                    | 3:33 |
| 3.    | Tears Dry (eredeti változat)            | Winehouse Nickolas Ashford Valerie Simpson                           | Remi                    | 4:08 |
| 4.    | Will You Still Love Me Tomorrow? (2011) | Gerry Goffin Carole King                                             | Mark Ronson             | 4:23 |
| 5.    | Like Smoke (Nas közreműködésével)       | Remi Winehouse Nasir Jones                                           | Remi                    | 4:38 |
| 6.    | Valerie ('68 változat)                  | Sean Payne Dave McCabe Abi Harding Boyan Chowdhury Russell Pritchard | Ronson                  | 4:00 |
| 7.    | The Girl from Ipanema                   | Norman Gimbel Antônio Carlos Jobim Vinicius de Moraes                | Remi                    | 2:47 |
| 8.    | Half Time                               | Winehouse Fin Greenall                                               | Remi                    | 3:51 |
| 9.    | Wake Up Alone (eredeti változat)        | Winehouse Paul O'Duffy                                               | O'Duffy                 | 4:24 |
| 10.   | Best Friends, Right?                    | Winehouse                                                            | Remi                    | 2:56 |
| 11.   | Body and Soul (Tony Bennett-tel)        | Edward Heyman Robert Sour Frank Eyton John Green                     | Phil Ramone Dae Bennett | 3:19 |
| 12.   | A Song for You                          | Leon Russell                                                         | Remi                    | 4:29 |
| 45:13 |                                         |                                                                      |                         |      |

## Helyezések
| Lista (2011–2012)                              | Legjobb helyezés |
| ---------------------------------------------- | ---------------- |
| Ausztrália (ARIA Top 50 Albums)                | 8                |
| Ausztrália Urban Albums (ARIA)                 | 1                |
| Ausztria (Ö3 Austria Top 40)                   | 1                |
| Belgium (Ultratop Flandria)                    | 3                |
| Belgium Alternative Albums (Ultratop Flanders) | 2                |
| Belgium (Ultratop Vallónia)                    | 6                |
| Kanada (Billboard Canadian Albums Chart)       | 5                |
| Horvátország (HDU)                             | 4                |
| Csehország (ČNS IFPI Albums Top 100)           | 5                |
| Dánia (Hitlisten Album Top 40)                 | 5                |
| Hollandia (Dutch Charts Album Top 100)         | 1                |
| Finnország (Musiikkituottajat Albumit Top 50)  | 18               |
| Franciaország (SNEP Album Top 100)             | 2                |
| Németország (Offizielle Top 100)               | 3                |
| Görögország (IFPI)                             | 1                |
| Magyarország (MAHASZ Top 40 albumlista)        | 12               |
| Írország (IRMA Top 100 Artist Album)           | 4                |
| Olaszország (FIMI Album Top 20)                | 4                |
| Japán (Oricon)                                 | 29               |
| Mexikó (Top 100 Mexico)                        | 12               |
| Új-Zéland (Recorded Music NZ Top 40 Albums)    | 2                |
| Norvégia (VG-lista Album Top 40)               | 6                |
| Lengyelország (ZPAV Album Top 50)              | 2                |
| Portugália (AFP Top 30 Albums)                 | 1                |
| Oroszország (2M)                               | 3                |
| Egyesült Királyság (Scottish Albums)           | 2                |
| Dél-Korea (Gaon)                               | 14               |
| Spanyolország (PROMUSICAE Top 100 Álbumes)     | 2                |
| Svédország (Sverigetopplistan Top 60 Albums)   | 4                |
| Svájc (Schweizer Hitparade Top 100 Albums)     | 1                |
| Egyesült Királyság (UK Albums Chart)           | 1                |
| USA Billboard 200                              | 5                |
| USA Top R&B/Hip-Hop Albums (Billboard)         | 1                |
| USA Top Tastemaker Albums (Billboard)          | 2                |

| Lista (2011)                                   | Helyezés |
| ---------------------------------------------- | -------- |
| Ausztrália (ARIA)                              | 63       |
| Ausztrália Urban Albums (ARIA)                 | 13       |
| Ausztria (Ö3 Austria)                          | 41       |
| Belgium (Ultratop Flanders)                    | 100      |
| Belgium Alternative Albums (Ultratop Flanders) | 42       |
| Dánia (Hitlisten)                              | 32       |
| Hollandia (Album Top 100)                      | 12       |
| Franciaország (SNEP)                           | 17       |
| Németország (Offizielle Top 100)               | 24       |
| Magyarország (MAHASZ)                          | 86       |
| Olaszország (FIMI)                             | 31       |
| Mexikó (Top 100 Mexico)                        | 90       |
| Új-Zéland (RMNZ)                               | 10       |
| Lengyelország (ZPAV)                           | 30       |
| Spanyolország (PROMUSICAE)                     | 22       |
| Svédország (Sverigetopplistan)                 | 67       |
| Svájc (Schweizer Hitparade)                    | 33       |
| Egyesült Királyság (OCC)                       | 11       |
| Világszerte (IFPI)                             | 11       |

| Lista (2012)                                        | Helyezés |
| --------------------------------------------------- | -------- |
| Ausztrália Urban Albums (ARIA)                      | 19       |
| Ausztria (Ö3 Austria)                               | 29       |
| Belgium (Ultratop Flanders)                         | 38       |
| Belgium (Ultratop Wallonia)                         | 64       |
| Kanada (Billboard)                                  | 20       |
| Hollandia (Album Top 100)                           | 42       |
| Franciaország (SNEP)                                | 54       |
| Németország (Offizielle Top 100)                    | 83       |
| Magyarország (MAHASZ)                               | 64       |
| Olaszország (FIMI)                                  | 38       |
| Új-Zéland (RMNZ)                                    | 32       |
| Oroszország (2M)                                    | 23       |
| Spanyolország (PROMUSICAE)                          | 24       |
| Svédország (Sverigetopplistan)                      | 99       |
| Svájc (Schweizer Hitparade)                         | 17       |
| Egyesült Királyság (OCC)                            | 66       |
| Egyesült Államok Billboard 200                      | 65       |
| Egyesült Államok Top R&B/Hip-Hop Albums (Billboard) | 9        |

| Lista (2013)                   | Helyezés |
| ------------------------------ | -------- |
| Ausztrália Urban Albums (ARIA) | 48       |

| Lista (2015)                   | Helyezés |
| ------------------------------ | -------- |
| Ausztrália Urban Albums (ARIA) | 47       |

| Lista (2010–2019)        | Helyezés |
| ------------------------ | -------- |
| Egyesült Királyság (OCC) | 64       |

## Minősítések és eladási adatok
| Régió | Minősítés  | Eladott példányszám |
| --- | ---------- | ------------------- |
| Ausztrália (ARIA) | platina    | 70 000‡             |
| Ausztria (IFPI Austria) | platina    | 20 000*             |
| Belgium (BEA) | platina    | 30 000*             |
| Brazília (Pro-Música Brasil) | platina    | 40 000*             |
| Colombia (ASINCOL) | arany      |                     |
| Dánia (IFPI Denmark) | platina    | 20 000^             |
| Franciaország (SNEP) |            | 215,000             |
| Németország (BVMI) | platina    | 200 000^            |
| Írország (IRMA) | 2× platina | 30 000^             |
| Olaszország (FIMI) | platina    | 60 000*             |
| Mexikó (AMPROFON) | arany      | 30 000^             |
| Új-Zéland (RMNZ) | platina    | 15 000^             |
| Lengyelország (ZPAV) | platina    | 20 000*             |
| Portugália (AFP) | platina    | 15 000^             |
| Oroszország (NFPF) | arany      | 5 000*              |
| Spanyolország (PROMUSICAE) | platina    | 40 000^             |
| Svájc(IFPI Switzerland) | platina    | 30 000^             |
| Egyesült Királyság (BPI) | 3× platina | 900 000‡            |
| Összesítés |            |                     |
| Európa (IFPI) | platina    | 1 000 000*          |
| * Eladási példányszámok kizárólag a minősítés alapján. ^ Kiszállítási példányszámok kizárólag a minősítés alapján. ‡ Eladási+streaming példányszámok kizárólag a minősítés alapján. |            |                     |

## Megjelenési történet
| Régió              | Dátum              | Kiadó              | For.    |
| ------------------ | ------------------ | ------------------ | ------- |
| Ausztrália         | 2011. december 2.  | Universal          | [ 120 ] |
| Németország        | 2011. december 2.  | Universal          | [ 121 ] |
| Írország           | 2011. december 2.  | Island Lioness     | [ 122 ] |
| Egyesült Királyság | 2011. december 5.  | Island Lioness     | [ 123 ] |
| Franciaország      | 2011. december 5.  | Universal          | [ 124 ] |
| Lengyelország      | 2011. december 5.  | Universal          | [ 125 ] |
| Kanada             | 2011. december 6.  | Universal          | [ 126 ] |
| Olaszország        | 2011. december 6.  | Universal          | [ 127 ] |
| Egyesült Államok   | 2011. december 6.  | Universal Republic | [ 128 ] |
| Svédország         | 2011. december 7.  | Universal          | [ 129 ] |
| Japán              | 2011. december 14. | Universal          | [ 130 ] |

## Fordítás
Ez a szócikk részben vagy egészben  a   Lioness: Hidden Treasures című angol Wikipédia-szócikk fordításán alapul.  Az eredeti cikk szerkesztőit annak laptörténete sorolja fel. Ez a jelzés csupán a megfogalmazás eredetét és a szerzői jogokat jelzi, nem szolgál a cikkben szereplő információk forrásmegjelöléseként.